# Pečica
Pečica – wieś w Słowenii, w gminie Šmarje pri Jelšah. W 2018 roku liczyła 109 mieszkańców.